# Polipectomia endoscópica
A polipectomia endoscópica é o procedimento terapêutico mais comumente realizado na endoscopia digestiva alta (exame que tem como objetivo a observação do tubo digestivo alto, isto é, do esôfago, estômago e duodeno), em contexto ambulatório, consistindo na remoção de lesões – os pólipos – que se podem encontrar no interior do estômago, duodeno e raramente no esôfago. O risco de complicações importantes associadas à polipectomia, é baixo, entre 0,5 a 2%. Caso estas ocorram, a resolução poderá ser obtida por procedimento terapêutico efetuado durante o mesmo exame endoscópico, com eventual necessidade de posterior internamento. Em determinados casos, o tratamento da complicação poderá requerer intervenção cirúrgica e consequente internamento.